# Браун, Лестер
Лестер Рассел Браун (англ. Lester Russel Brown, род. 28 марта 1934) — американский эколог-аналитик, основатель Института всемирного наблюдения, а также основатель и президент Earth Policy Institute, некоммерческой исследовательской организации, базирующейся в Вашингтоне, округ Колумбия.
Браун является автором и соавтором более 50 книг о глобальных экологических проблемах, его труды были переведены на более чем сорок языков. Его последняя книга называется «Мир на грани: как предотвратить экологический и экономический коллапс» (2011). В ней Браун подчеркивает геополитические последствия быстрого роста цен на зерно, отмечая, что «самая большая угроза для глобальной стабильности — это потенциально возможный продовольственный кризис в бедных странах», который может «снести цивилизацию». В журнале Foreign Policy он описывает, как «новая геополитика питания» в 2011 году уже начала способствовать революциям и потрясениям в различных странах.
Удостоен 25 почётных научных степеней, стипендиат Фонда Макартуров. Газетой The Washington Post он назывался «одним из самых влиятельных мыслителей мира». Ещё в 1978 году в своей книге «Двадцать девятый день» он высказывал предупреждение о «различных опасностях, вытекающих из нашего рукоприкладства в отношении природы … из обеднения океанской фауны, уничтожения леса, превращения Земли в пустыню». В 1986 году Библиотека Конгресса США запросила его личные документы, отметив, что его сочинения «уже сильно повлияли на мышление о проблемах мирового населения и ресурсов», в то время как президент Билл Клинтон предположил, что «все мы должны прислушаться к его советам».
В середине 1970-х годов Браун помогал созданию концепции устойчивого развития, делая это в течение всей своей карьеры, которая началась с работы в области сельского хозяйства. С тех пор он был удостоен многих премий и наград. Почётный профессор Китайской АН. Почётный член МОИП (2015).

## Сочинения
- Как избежать климатических катастроф? План Б 4.0: Спасение цивилизации = Plan B 4.0: Mobilization to Save Civilization. — Эксмо, 2010. — 416 с. — ISBN 978-5-699-39482-1
- Мир на грани. Как предотвратить экологический и экономический коллапс = World on the Edge: How to Prevent Environmental and Economic Collapse. — АСТ-Пресс, 2013. — 208 с. — ISBN 978-5-462-01439-0